# Monaeses reticulatus
Monaeses reticulatus är en spindelart som först beskrevs av Simon 1909.  Monaeses reticulatus ingår i släktet Monaeses och familjen krabbspindlar.
Artens utbredningsområde är Vietnam. Inga underarter finns listade i Catalogue of Life.